# Resolución 1942 del Consejo de Seguridad de las Naciones Unidas
La resolución 1942 del Consejo de Seguridad de las Naciones Unidas, aprobada por unanimidad el 29 de septiembre de 2010, autorizó el aumento temporal de efectivos militares y de policía de la Operación de las Naciones Unidas en Costa de Marfil (ONUCI) de 8.650 a 9.150 por un periodo de seis meses, actuando en virtud del Capítulo VII de la Carta de las Naciones Unidas. Para aprobar esta resolución, el Consejo recordó uno de los párrafos de la resolución 1933 de junio de 2010 en la cual se barajó la posibilidad de realizar un aumento en 500 efectivos durante un período de tiempo limitado antes y después de las elecciones y en la recomendación realizada a tal efecto por el Secretario General de las Naciones Unidas.